# Walckenaeria kochi
Walckenaeria kochi là một loài nhện trong họ Linyphiidae. Chúng được Octavius Pickard-Cambridge miêu tả năm 1872.